# Zeche Prinz Wilhelm
Die Zeche Prinz Wilhelm in Essen-Kupferdreh-Byfang ist ein ehemaliges Steinkohlenbergwerk. In dem Gebiet, in dem sich das Bergwerk befand, wurde bereits seit dem Anfang des 18. Jahrhunderts abgebaut. Die dort betriebenen Stollenbergwerke wurden im Laufe der Jahre aufgegeben. Die Zeche Prinz Wilhelm gehörte zu den Gründungsmitgliedern des Vereins für Bergbauliche Interessen.

## Geschichte

### Die ersten Jahre
Bereits zu Beginn des 18. Jahrhunderts wurde in dem Bereich Stollenbau betrieben. Im Jahr 1846 planten mehrere Bergwerksbesitzer im Bereich Essen-Kupferdreh, zum Tiefbau überzugehen. Noch im selben Jahr wurde mit den Teufarbeiten für einen seigeren Schacht begonnen. Der Schacht wurde im Bereich nördlich der heutigen Straßen Nöckersleite / Kupferdreher Straße angesetzt. Nachdem die Teufarbeiten eine Zeitlang getätigt waren, wurden sie gestundet. Am 5. Juni des Jahres 1850 wurde das Geviertfeld Prinz Wilhelm verliehen. Am 12. November des Jahres 1852 wurden die Längenfelder Catharina auf dem Servemannsfelde, Neuglück, Pieperbecke und das Geviertfeld Prinz Wilhelm zur Zeche Prinz Wilhelm konsolidiert. Der Tiefbauschacht wurde Schacht Carl benannt. Noch im selben Jahr wurden die Teufarbeiten wieder aufgenommen. Außerdem wurde mit der weiteren Ausrichtung begonnen. In Übereinstimmung mit den benachbarten Bergwerken sollte die erste Sohle 58 Lachter unterhalb der Stollensohle aufgefahren werden. Bei einer Teufe von 8 3/8 Lachtern erfolgte der Durchschlag mit dem Tagesstollen. Das Bergwerk gehörte zu diesem Zeitpunkt zum Bergrevier Hinsbeck-Byfang. Im Jahr 1853 wurde die Ausrichtung des Grubengebäudes weiter fortgeführt. Im Jahr 1854 wurde bei einer Teufe von 59 Metern die Wettersohle angesetzt. Die Sohle befand sich 16 Lachter saiger unterhalb der Neuglücker Stollnsohle. Noch im selben Jahr wurde mit der Förderung begonnen. Die geförderten Kohlen wurden, da die Prinz-Wilhelm-Bahn noch nicht fertig erstellt war, über den Förderquerschlag gefördert. Über Tage wurden sie dann vom Stollenmundloch zum Kohlenmagazin an der Ruhr transportiert. Das Bergwerk gehörte zu dieser Zeit zum Bergamtsbezirk Essen.

### Die weiteren Jahre
Im Jahr 1855 wurde bei einer Teufe von 97 Metern die Mittelsohle angesetzt. Die Teufarbeiten sollten bis zur 1. Tiefbausohle weitergeführt werden. Es war geplant, den Abbau in der gleichen Sohlenzahl erfolgen zu lassen wie auf der Zeche Vereinigte Henriette. Damit die starken Wasserzuflüsse abgepumpt werden konnten, wurde die Installation einer neuen Wasserhaltungsmaschine geplant. Die Teufarbeiten wurden bei einer Teufe von 67 Lachtern zunächst unterbrochen. Sie sollten erst weitergeführt werden, wenn die Wasserhaltungsmaschine installiert worden war. Am 10. Januar des Jahres 1856 wurde die Berechtsame Pieperbecke verliehen. Im Verlauf des Jahres wurden die Aus- und Vorrichtungsarbeiten auf dem Bergwerk zügig fortgeführt. Auch im darauffolgenden Jahr konnten die Ausrichtungsarbeiten ohne Probleme fortgeführt werden. Im Jahr 1858 wurde im Schacht Carl bei einer Teufe die 2. Sohle als 1. Tiefbausohle angesetzt. Außerdem wurde in diesem Jahr bei einer Teufe von 145 Metern die Sumpfsohle angesetzt. Zusätzlich wurde mit der Errichtung einer 86 zölligen, direkt wirkenden, Wasserhaltungsmaschine begonnen. Im darauffolgenden Jahr wurde die Maschine fertig installiert. Am 21. Januar dieses Jahres kam es beim Abbau zum Auslaufen von Kohle. Zwei Bergleute kamen hierbei ums Leben. Im selben Jahr wurde festgestellt, dass es sich bei den Flözen Schöne Jungfer und Dickebank um ein einziges Flöz handelte. Da der Flözteil Schöne Jungfer unter starkem Druck stand musste er zügig abgebaut werden. Am 24. Dezember desselben Jahres stürzten zwei Bergleute in den Schacht und starben.
Im Jahr 1861 wurde mit dem östlich vom Hauptquerschlag aufgefahrenen Ausrichtungsquerschlag bei einer Auffahrungslänge von 10¼ Lachtern das Flöz Dreifussbank erreicht. Mit einem weiteren Querschlag wurden hinter einer Gebirgsstörung die Flöze Fernambuck und Bänksgen angefahren, die Flöze waren hier auf eine Länge von 36 Lachtern unbrauchbar. Das Bergwerk gehörte zu dieser Zeit zum Bergrevier Altendorf. Im Jahr 1863 wurden auf der 65-Lachter-Sohle die Querschläge von Flöz Bänksgen nach Flöz Schöne Jungfer weiter aufgefahren. Außerdem wurden der Querschlag nach Flöz Fernambuck und der Querschlag von Flöz Dreifussbank zum Flöz 1¾ Fuss-Bank weiter aufgefahren. Im Jahr 1871 wurden die Teufarbeiten am Schacht Carl wieder aufgenommen und der Schacht wurde tiefer geteuft. Bei einer Teufe von 229 Metern wurde die dritte Sohle angesetzt. Die Teufarbeiten wurden auch ab dem Jahr 1875 weiter fortgeführt. Im Jahr 1877 wurde bei einer Teufe von 312 Metern die vierte Sohle angesetzt. Im Jahr 1881 waren die Schächte Carl und Wilhelm in Förderung. Im Jahr 1887 wurde bei einer Teufe von 407 Metern die fünfte Sohle angesetzt. Im Jahr 1890 umfasste die Berechtsame ein Längenfeld, hinzu kamen die beiden Pachtfelder Vereinigung und Stuputh.

### Die letzten Jahre
Im Jahr 1892 hatte der Schacht Carl eine Teufe von 510 Metern erreicht. Im darauffolgenden Jahr wurde bei einer Teufe von 510 Metern die sechste Sohle angesetzt. Im Jahr 1895 wurde der Betrieb stark eingeschränkt. Am 11. März des darauffolgenden Jahres kam es im Schacht Carl zu Schachteinsturz. Noch im selben Jahr wurde die Zeche Prinz Wilhelm von der Zeche Steingatt erworben und der Schacht Carl stillgelegt. Die im Baufeld Prinz Wilhelm abgebauten Kohlen wurden unter Tage bis zum Schacht Laura der Zeche Steingatt gefördert. Dort wurden die Kohlen dann im Schacht Laura nach über Tage gefördert. Im Jahr 1900 wurde noch einmal für einen kurzen Zeitraum im Schacht Prinz Wilhelm die Förderung aufgenommen. Im Jahr 1903 wurde die Zeche Prinz Wilhelm endgültig stillgelegt. 1920 wurde das Bergwerk, nach der Vereinigung mit der Zeche Steingatt, unter dem Namen Zeche Prinz Wilhelm-Steingatt wieder in Betrieb genommen.

## Förderung und Belegschaft
Die ersten Förder- und Belegschaftszahlen stammen aus dem Jahr 1858, es waren 137 Beschäftigte auf dem Bergwerk angelegt, die eine Förderung von 448.850 Scheffeln Steinkohle erzielten. Im Jahr 1860 wurden 206.960 preußische Tonnen Steinkohle gefördert, die Belegschaftsstärke lag bei 141 Beschäftigten. Im Jahr 1861 wurde mit 136 Mitarbeitern eine Förderung von 193.365 preußischen Tonnen Steinkohle erbracht. Im Jahr 1863 wurde eine Förderung von 162.910 preußischen Tonnen erzielt. Die Belegschaftsstärke betrug in diesem Jahr 127 Mitarbeiter. Im Jahr 1865 sank die Förderung auf 185.085 preußische Tonnen Steinkohle, die Belegschaftsstärke sank auf 113 Beschäftigte. Im Jahr 1870 wurden mit 116 Beschäftigten 34.303 Tonnen Steinkohle gefördert. Im Jahr 1875 wurde eine Förderung von 46.769 Tonnen Steinkohle erbracht, diese Förderung wurde mit 168 Beschäftigten erbracht. Im Jahr 1881 wurden mit 164 Beschäftigten insgesamt 55.324 Tonnen Steinkohle gefördert. Die maximale Förderung des Bergwerks wurde im Jahr 1885 erbracht, mit 152 Beschäftigten wurde eine Förderung von 55.368 Tonnen erbracht. Im Jahr 1890 wurden 48.961 Tonnen Steinkohle gefördert, die Belegschaftsstärke lag bei 177 Beschäftigten. Die letzten bekannten Förder- und Belegschaftszahlen des Bergwerks stammen aus dem Jahr 1895, es wurden mit 13 Bergleuten 1950 Tonnen Steinkohle abgebaut.